# Gustav Heyse
Gustav Ferdinand Heyse (* 26. März 1809 in Nordhausen; † 4. April 1883 in Aschersleben) war ein deutscher Lehrer, Numismatiker, Regionalhistoriker und Autographensammler.

## Leben
Gustav Heyse war der jüngste Sohn von Johann Christian August Heyse, damals bereits ein bekannter Wörterbuch- und Grammatikautor, Rektor des Gymnasiums und Direktor der höheren Töchterschule in Nordhausen. Heyse besuchte zunächst das nordhäuser Gymnasium, danach die Gewerbe- und Handelsschule in Magdeburg. Im Jahr 1823 verließ er die Schule und begann eine Ausbildung im Bergbauwesen, die ihn nach Ilsenburg, Clausthal-Zellerfeld, Göttingen und Berlin führte. Eine halbjährige Bildungsreise durch Sachsen, Österreich, Italien, Schweiz, Bayern und ein Studienaufenthalt in den schlesischen Berg- und Hüttenwerken schlossen sich an. Ab Ostern 1830 studierte er in Göttingen und Berlin.
Von 1836 bis 1868 wirkte er in Aschersleben als Lehrer (1842 Oberlehrer, 1859 Professor) für Mathematik und Naturwissenschaften an der höheren Bürgerschule. 1867 bekam er von seinen Schülern am Gymnasium Stephaneum eine übergroßes Fotoalbum geschenkt, das die ältesten Ansichten der Stadt Aschersleben beinhaltet und bis heute im Depot des Museums Aschersleben aufbewahrt wird. Heyse zählte zu den ersten Mitgliedern im Harz-Verein für Geschichte und Altertumskunde.
Der unverheiratete und kinderlose Heyse führte das Fremdwörterbuch seines Vaters fort, schrieb an der Heyseschen Familienchronik, sammelte Münzen, Bergwerksmarken, Fossilien, Autographen sowie Literatur über den Harz. Seine Geschichte der Brockenreisen gilt auch heute noch als Standardwerk.

## Schriften

### Wörterbücher
- Dr. Joh. Christ. Aug. Heyse’s allgemeines verdeutschendes und erklärendes Fremdwörterbuch mit Bezeichnung der Aussprache und Betonung der Wörter nebst genauer Angabe ihrer Abstammung und Bildung. 14. Ausgabe. Neu bearbeitet, vielfach berichtigt und vermehrt von Gustav Heyse und Wilhelm Wittich. Hahn, Hannover 1870. Digitalisat.

### Regionalgeschichtliches
- Ueber den Muschelkalk und seine Versteinerungen in der Gegend von Aschersleben. In: Einladungsschrift zur öffentlichen Prüfung der Schüler der höheren Bürgerschule zu Aschersleben. 1843, S. 3–17.
- Streifzüge durch die Literatur des Harzes. In: Einladungsschrift zur öffentlichen Prüfung der Schüler der Höheren Bürgerschule zu Aschersleben. 1854, S. 3–18 (Wiederabdruck in: Gustav Heyse: Beiträge zur Kenntniss des Harzes, seiner Geschichte, Literatur und seines Münzwesens. Eine Reihe von Abhandlungen. Heft 1. Beyer, Aschersleben 1857, S. 1–48, und in: 2., sehr vermehrte Ausgabe. Schnock, Aschersleben u. a. 1874, S. 1–51).
- Beiträge zur Kenntniss des Harzes, seiner Geschichte, Literatur und seines Münzwesens. Eine Reihe von Abhandlungen. Heft 1. Beyer, Aschersleben 1857 (Digitalisat; 2., sehr vermehrte Ausgabe. Schnock, Aschersleben u. a. 1874, Digitalisat).
- Zur Geschichte und Statistik der Realschule zu Aschersleben. Ein Rückblick auf dreissig Jahre. In: Jahresbericht der Realschule Erster Ordnung zu Aschersleben. 1866, ZDB-ID 890954-4, S. 1–33.
- Zur Geschichte der Brockenreisen. Nebst einem Anhange: Uebersicht der Brocken-Literatur. 4., vermehrte Ausgabe. Schnock, Aschersleben u. a. 1875 (Digitalisat; davor unselbständig erschienen).
- Die Andreasmünzen des Harzes. In: Zeitschrift des Harz-Vereins für Geschichte und Altertumskunde. Bd. 4, 1871, ZDB-ID 214078-0, S. 413–418 (Digitalisat; Wiederabdruck mit Zusätzen in: Gustav Heyse: Beiträge zur Kenntniss des Harzes, seiner Geschichte, Literatur und seines Münzwesens. Eine Reihe von Abhandlungen. 2., sehr vermehrte Ausgabe. Schnock, Aschersleben u. a. 1874, S. 146–150).

### Sonstiges
- Gedichte. Buchdruckerei des Waisenhauses, Halle (Saale) 1885 (als Manuskript für Freunde gedruckt).
- postum erschienen: J. C. A. Heyse’s Lebenslauf. Verfasst von seinem Sohne. Aus dem Familienarchiv abgeschrieben und zum Teil vervollständigt von Theodor W. J. Heyse. Eberhardt, Nordhausen 1908.